# إل باسو (ويسكونسن)
إل باسو (بالإنجليزية: El Paso, Wisconsin)‏ هي بلدة تقع بولاية ويسكونسن في الولايات المتحدة. تبلغ مساحتها 90.8 (كم²)، وترتفع عن سطح البحر 246 م، بلغ عدد سكانها 690 نسمة في عام 2000 حسب إحصاء مكتب تعداد الولايات المتحدة وتصل الكثافة السكانية فيها 7.6 نسمة/كم2.

## جغرافيا
حسب مكتب تعداد الولايات المتحدة فأن مدينة إل باسو تقع على 35.1 ميل مربع (90.8 km²) وكل هذه هي يابسة.

## التركيبة السكانية
حسب تعداد الولايات المتحدة 2000, كان هناك 690 نسمة, 233 منزل و 181 أسرة يسكنون في المدينة.

## وصلات خارجية
- The US50 - Cities and Towns in Wisconsin State
- Wisconsin Cities and Towns, Facts, Map, Flag, Colleges, Government, and More